# Orthotheciella varia
Orthotheciella varia är en bladmossart som beskrevs av Ryszard Ochyra 1998. Orthotheciella varia ingår i släktet Orthotheciella och familjen Amblystegiaceae. Inga underarter finns listade i Catalogue of Life.